# Tufão Noru
O tufão Noru, conhecido nas Filipinas como supertufão Karding, foi um ciclone tropical intenso que afetou o Vietnã, a Tailândia e as Filipinas — onde causou danos generalizados à agricultura. A décima sexta tempestade nomeada e o oitavo tufão, e o terceiro super tufão da temporada de tufões do Pacífico de 2022, Noru se originou de uma perturbação no Mar das Filipinas, seguindo lentamente para o leste até seu desenvolvimento em uma depressão tropical, onde começou a se mover para o oeste. Noru passou por uma rápida intensificação ao se aproximar de Luzon, com ventos máximos sustentados de 10 minutos intensificando-se em 45 kn (83 km/h; 52 mph) no intervalo de 24 horas. Logo antes de seu primeiro pouso, Noru atingiu seu pico de intensidade com ventos máximos sustentados de até 95 kn (176 km/h; 109 mph) e como um super tufão PAGASA. Noru fez seu primeiro pouso nas Ilhas Polillo em 26 de setembro às 15:30 PHT (09:30 UTC). Em seguida, fez seu segundo sobre o centro de Luzon cinco horas depois como um tufão de ponta. Enfraqueceu significativamente ao cruzar Luzon e emergiu no Mar da China Meridional nove horas depois. Noru continuou a se intensificar no Mar da China Meridional, atingindo ventos de até 85 kn (157 km/h; 98 mph) antes de fazer seu terceiro e último pouso em Da Nang, no Vietnã. Seguindo mais para o oeste, Noru trouxe fortes ventos e chuvas para a Tailândia como uma depressão tropical e depois se dissipou em 30 de setembro.
O Conselho Nacional de Redução e Gestão de Riscos de Desastres (NDRRMC) das Filipinas relatou pelo menos ₱ 304 milhões (US$ 6.18 milhões) em danos de infraestrutura e ₱ 3.08 bilhões (US$ 62.5 milhões) em danos agrícolas, totalizando ₱ 3.38 bilhões (US$ 68.7 milhões). 40 pessoas foram relatadas como mortas após o tufão, outras 5 continuam desaparecidas.

## História meteorológica
Em 21 de setembro às 00:00 UTC, a Agência Meteorológica do Japão (JMA) começou a rastrear uma depressão tropical em22° N, 141° L, no extremo leste do Mar das Filipinas. O Joint Typhoon Warning Center (JTWC) também começou a rastrear o distúrbio mais tarde, à medida que o sistema se movia lentamente para o leste, mais fundo no Oceano Pacífico. A análise do JTWC indicou que o sistema estava em um ambiente favorável para o desenvolvimento, com temperaturas quentes da temperatura da superfície do mar, baixo cisalhamento vertical do vento e escoamento radial médio. A agência começou a emitir um Alerta de Formação de Ciclone Tropical para o distúrbio logo depois. O sistema se consolidou lentamente à medida que se movia para o leste e foi designado como Depressão Tropical 18W pelo JTWC em 22 de setembro.
Na mesma época, a Administração de Serviços Atmosféricos, Geofísicos e Astronômicos das Filipinas (PAGASA) observou a formação do sistema em uma depressão tropical. Como um sistema formado dentro da Área de Responsabilidade das Filipinas (PAR), recebeu imediatamente o nome local de Karding, e a agência começou a divulgar boletins sobre a tempestade. Pouco depois, o JMA também reconheceu o sistema como uma depressão tropical. Depois que a falta de fluxo de direção interrompeu a depressão, ela começou a seguir para o oeste ao longo de uma alta subtropical de nível médio, mantendo sua intensidade, pois não conseguiu se consolidar ainda mais, apesar de seu ambiente favorável. Apesar disso, o JTWC e o PAGASA atualizariam a depressão para uma tempestade tropical às 09:00 UTC. O JMA mais tarde atualizaria a depressão para uma tempestade um dia depois, em 23 de setembro, e posteriormente foi nomeado Noru. Até agora, as previsões das três agências previam ventos de apenas 55 kn (102 km/h; 63 mph); o JTWC citou ainda um fraco fluxo de saída de nível superior e ar seco como obstáculos à rápida intensificação.

Tufão Noru passando por um período de rápida intensificação ao se aproximar de Luzon em 24 de setembro

Em 24 de setembro, o JMA avaliou o desenvolvimento da tempestade em uma tempestade tropical severa. O PAGASA também atualizou a tempestade logo depois. As imagens de satélite mostraram agora um núcleo convectivo profundo com um centro nublado denso e topos de nuvens atingindo −82 °C (−116 °F), com imagens infravermelhas animadas mostrando rajadas de convecção ao longo do centro de circulação. O ambiente em torno da tempestade agora era muito favorável para um maior desenvolvimento. Intensificando 20 kn (37 km/h; 23 mph) no curso de 12 horas, o JMA e o PAGASA transformaram a tempestade em tufão por volta das 12:00 UTC; o JTWC seguiu logo depois que o olho de Noru começou a se formar. Em condições muito favoráveis para o desenvolvimento, Noru continuou sua tendência de rápida intensificação, atingindo seu pico de intensidade de 95 kn (176 km/h; 109 mph) de 10 minutos de ventos máximos sustentados com uma pressão barométrica central mínima de 940 hPa (940 mbar; 28 inHg) às 00:00 UTC de 25 de setembro, apenas 230 km (140 mi) leste de Infanta, Quezon. Dada a sua intensidade, o PAGASA elevou o sistema à sua classificação de super tufão; o JTWC também havia feito o mesmo três horas antes. Às 15h30 PHT (09h30 UTC), o tufão fez seu primeiro pouso nas Ilhas Polillo, no município de Burdeos, Quezon. Após a interação com a terra nas Ilhas Polillo, o PAGASA rebaixou o sistema para um tufão de ponta, pouco antes de seu segundo pouso em Dingalan, Aurora às 20:20 PHT (12:20 UTC).

Um vídeo do sudeste asiático, com o tufão Noru

Agora seguindo para o oeste sobre Central Luzon, Noru enfraqueceu ainda mais à medida que interagia com a terra e o terreno acidentado da cordilheira de Sierra Madre ; o olho do sistema mais tarde desapareceu das imagens de satélite multiespectrais. Noru emergiu nas águas costeiras de Zambales às 05:00 PHT, 26 de setembro (21:00 UTC, 25 de setembro) como um tufão equivalente à categoria 2. Quando o tufão reentrou no Mar da China Meridional, encontrou um ambiente neutro para o desenvolvimento, mas conseguiu se consolidar novamente e formar um olho de 17 nmi (31 km; 20 mi). Noru deixou o PAR às 20:00 PHT (12:00 UTC) e posteriormente o PAGASA deixou de emitir boletins para o tufão. Retornando às condições favoráveis sobre o Mar do Sul da China, Noru se intensificou para um tufão equivalente à categoria 4 em 27 de setembro, atingindo ventos máximos sustentados de 85 kn (157 km/h; 98 mph) em 10 minutos. A interação com a terra na costa do Vietnã e o cisalhamento do vento de leste enfraqueceram levemente o tufão antes de atingir a costa. Às 21:00 UTC, o ciclone atingiu a costa ao sul de Da Nang, Vietnã ; o JTWC divulgou seu aviso final sobre a tempestade logo depois. Noru enfraqueceu rapidamente à medida que se movia para o oeste e mais para o interior, enfraquecendo para uma tempestade tropical às 06:00 UTC de 28 de setembro. O JMA rebaixou a tempestade para uma depressão tropical no mesmo dia e interrompeu os alertas para a tempestade. A tempestade seguiu para o oeste como uma depressão tropical e se dissipou em 30 de setembro às 06:00 UTC.

## Preparações

### Filipinas

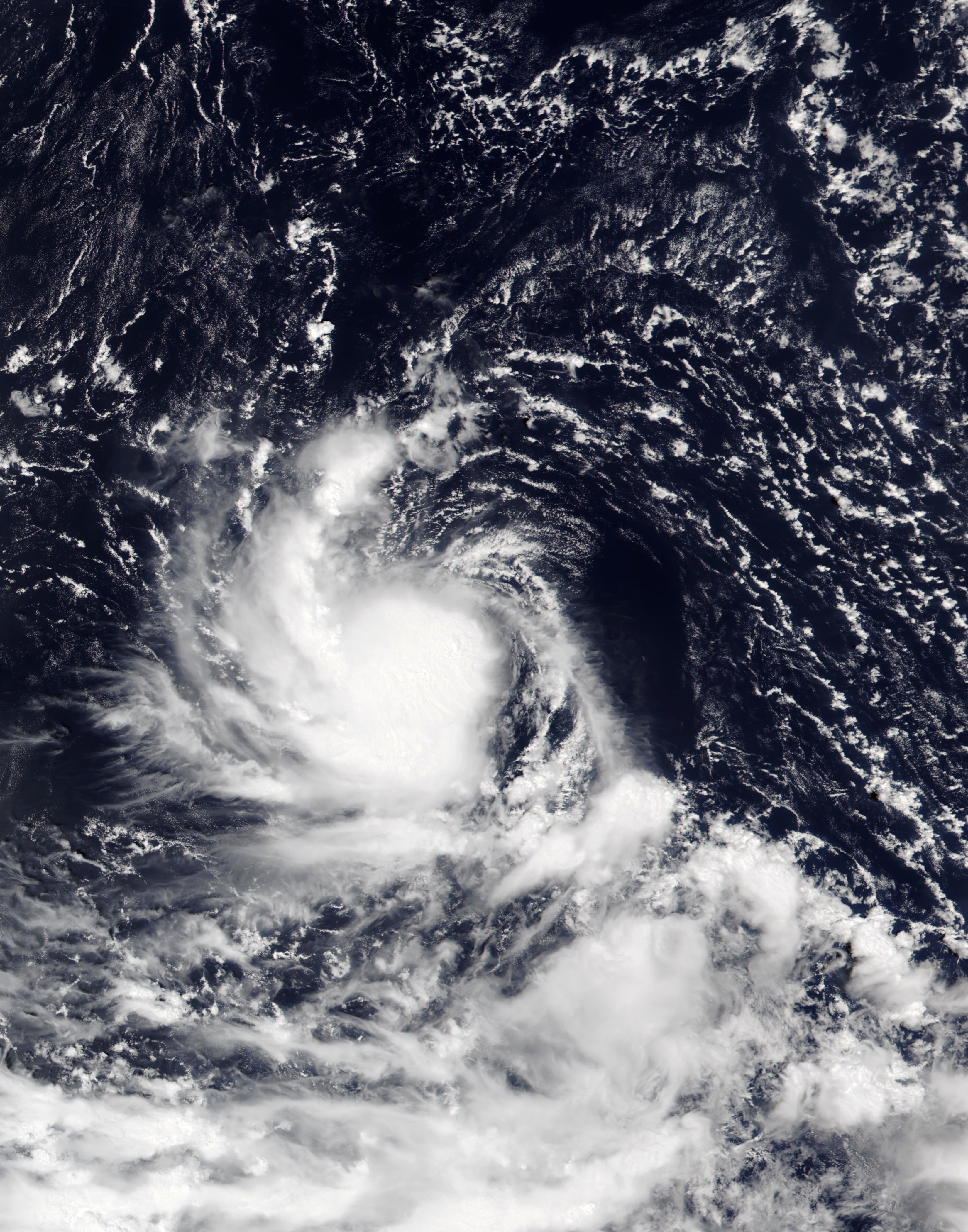
A tempestade tropical Noru em 23 de setembro antes de atingir as Filipinas.

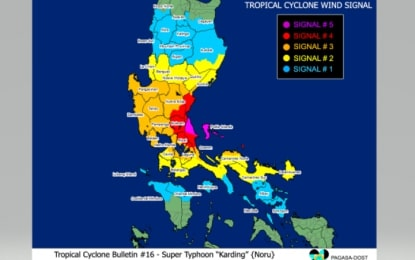
Sinais de vento de ciclone tropical gerados pelo PAGASA para Noru em 11:00 PHT, 25 de setembro (03:00 UTC).

O PAGASA começou a divulgar boletins sobre a tempestade em 22 de setembro. Esperando-se inicialmente que permanecesse uma depressão tropical, a agência levantou a possibilidade de aumentar os sinais de vento de ciclone tropical até o Sinal nº 1. O PAGASA começou a elevar o sinal nº 1 já em 23 de setembro; os sinais foram levantados pela primeira vez em Isabela e Aurora. A Seção de Previsão e Alerta de Inundação do PAGASA (PAGASA-FFWS) também emitiu alertas em partes de Ifugao e Isabela que ficavam próximas ao rio Magat - o principal vertedouro da represa de Magat, que ficava perto da previsão da tempestade. A Comissão Nacional de Telecomunicações também instruiu as empresas de telecomunicações a garantir recursos suficientes nas áreas previstas para serem afetadas pela tempestade.
Em 24 de setembro, a barragem de Magat começou a descarregar o excesso de água a uma taxa de 200 cm3 (12 cu in) por segundo em preparação para a tempestade. O PAGASA também começou a elevar o sinal nº 2 em partes de Isabela, Aurora e nas Ilhas Polillo. Agora com a expectativa de atingir a intensidade do tufão, a agência alertou para a possibilidade de aumentar o sinal nº 4 com a aproximação da tempestade. Em Cagayan e Isabela, os agricultores colheram suas colheitas no início da preparação. O Escritório de Defesa Civil (OCD) em Cagayan Valley foi colocado em alerta vermelho; proibições de navegação, pesca e venda de bebidas alcoólicas foram impostas à região. O Departamento de Bem-Estar Social e Desenvolvimento (DSWD) e a agência provincial de desastres de Cagayan também garantiram fundos para resposta imediata e prepararam cestas básicas e pessoal em toda a região. O OCD na região de Bicol também entrou em alerta azul, preparando-se para os efeitos da forte monção do sudoeste. O Conselho Nacional de Redução e Gestão de Riscos de Desastres (NDRRMC) também foi colocado em alerta vermelho ao ativar suas equipes do Centro de Operações de Emergência. As Forças Armadas das Filipinas e a Autoridade Metropolitana de Desenvolvimento de Manila também se prepararam para os impactos da tempestade. O Departamento de Minas e Geociências também alertou sobre deslizamentos de terra e inundações em partes de Nueva Vizcaya, Quirino e Cagayan. O Departamento de Obras Públicas e Rodovias (DPWH) também fechou a Kennon Road, uma estrada importante, mas perigosa, que liga La Union e Baguio em Benguet, citando razões de segurança pública. O DPWH também começou a preparar equipes de resposta rápida compostas por pessoal de manutenção e equipamentos que irão supervisionar a possibilidade de estradas nas áreas afetadas. A Cruz Vermelha Filipina preparou seus voluntários, que incluíam pessoal de operações e pessoal de campo. As empresas de telecomunicações PLDT, Smart e Globe prepararam suas estações de carregamento e chamadas gratuitas para implantação rápida. Na noite de 24 de setembro (PHT), o sinal nº 3 foi levantado nas Ilhas Polillo e em partes de Camarines Norte.

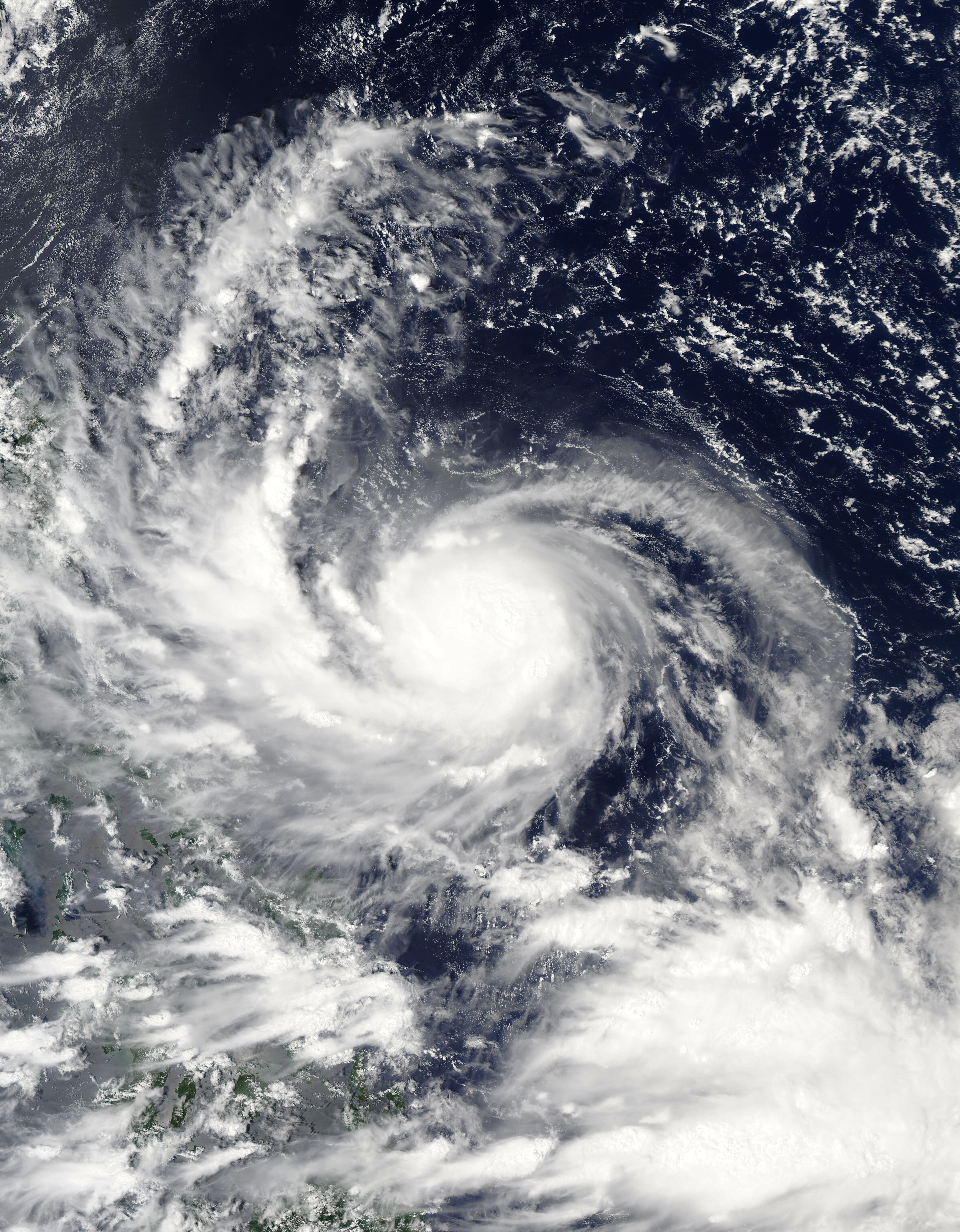
Tempestade tropical severa Noru se aproximando das Filipinas em 24 de setembro

Na manhã de 25 de setembro (PHT), após um período sustentado de rápida intensificação, o PAGASA avaliou o desenvolvimento da tempestade em um super tufão. Posteriormente, a agência começou a elevar o sinal nº 4, começando pelas Ilhas Polillo. Um landfall como um super tufão não foi descartado, com a agência esperando aumentar seu nível de sinal de vento mais alto, Sinal No. 5, conforme a tempestade passa. As agências de desastres locais de Quezon, Bicol e Baguio foram colocadas em alerta vermelho. Às 11:00 PHT (03:00 UTC), o sinal nº 5 foi levantado nas Ilhas Polillo e na porção extremo norte de Quezon; o PAGASA mais tarde levantaria o sinal em partes de sete outras províncias, enquanto o sinal número 4 era levantado no oeste de Luzon.
As áreas costeiras foram avisadas sobre tempestades nas áreas costeiras. As bacias dos rios Pampanga, Agno, Cagayan e Pasig – Marikina, incluindo a sub-bacia de Magat, também foram colocadas sob vigilância de enchentes pelo PAGASA-FFWS. O Instituto Filipino de Vulcanologia e Sismologia também levantou alertas de lahar para o Monte Pinatubo e o Vulcão Taal. As cidades e o único município da região metropolitana de Manila, com exceção de Makati, declararam de forma independente a suspensão das aulas em todos os níveis para o dia seguinte, 26 de setembro (uma segunda-feira). As aulas de 26 de setembro também foram suspensas por unidades do governo local em todos os níveis em partes de Calabarzon e Central Luzon. Os tribunais da região metropolitana de Manila, Central Luzon, Calabarzon e Bicol foram encerrados pela Suprema Corte em 26 de setembro. Na noite de 25 de setembro (PHT), o Gabinete do Presidente divulgou um memorando suspendendo o trabalho em escritórios do governo e aulas em todos os níveis de escolas públicas na região metropolitana de Manila e na região de Ilocos, Cagayan Valley, Central Luzon, Calabarzon, Mimaropa, a Região de Bicol e a Região Administrativa da Cordilheira para 26 de setembro.
A Embaixada dos Estados Unidos nas Filipinas e a Bolsa de Valores das Filipinas também declararam suspensões de trabalho e operações para 26 de setembro. Os jogos da National Collegiate Athletic Association e da Shakey's Super League foram cancelados quando a tempestade se aproximava da região metropolitana de Manila - sob o sinal nº 3 na época; a Associação Filipina de Basquete também adiou seus jogos programados para 25 a 27 de setembro. Muntinlupa, Quezon City e a província de Quezon iniciaram evacuações forçadas de seus residentes em 25 de setembro. O NDRRMC relatou 91.169 pessoas - 23.151 famílias - evacuadas preventivamente.

### Vietnã
As comunidades locais do país pediram aos residentes que evacuem das áreas de risco. Da Nang e três outras províncias. As autoridades de Da Nang também ordenaram que as pessoas fiquem em casa a partir das 20h de 27 de setembro até novo aviso. Mais de 100.000 residências de 400.000 pessoas foram evacuadas com a aproximação de Noru. Aproximadamente 270.000 militares foram colocados de prontidão. Centenas de voos foram cancelados. Pelo menos 327.937 pessoas foram evacuadas nas províncias. Um toque de recolher foi imposto e um toque de recolher entrou em vigor, que começou em 29 de setembro em Quang Nam e Da Nang.

## Impacto
| Região    | Mortes | Ausência de | Ref.          |
| Filipinas | 12     | 5           | [ 88 ]        |
| Vietnã    | 9      | 0           | [ 95 ]        |
| Camboja   | 16     | 0           |               |
| Tailândia | 3      | 0           | [ 93 ] [ 96 ] |
| Total     | 40     | 5           |               |

### Filipinas

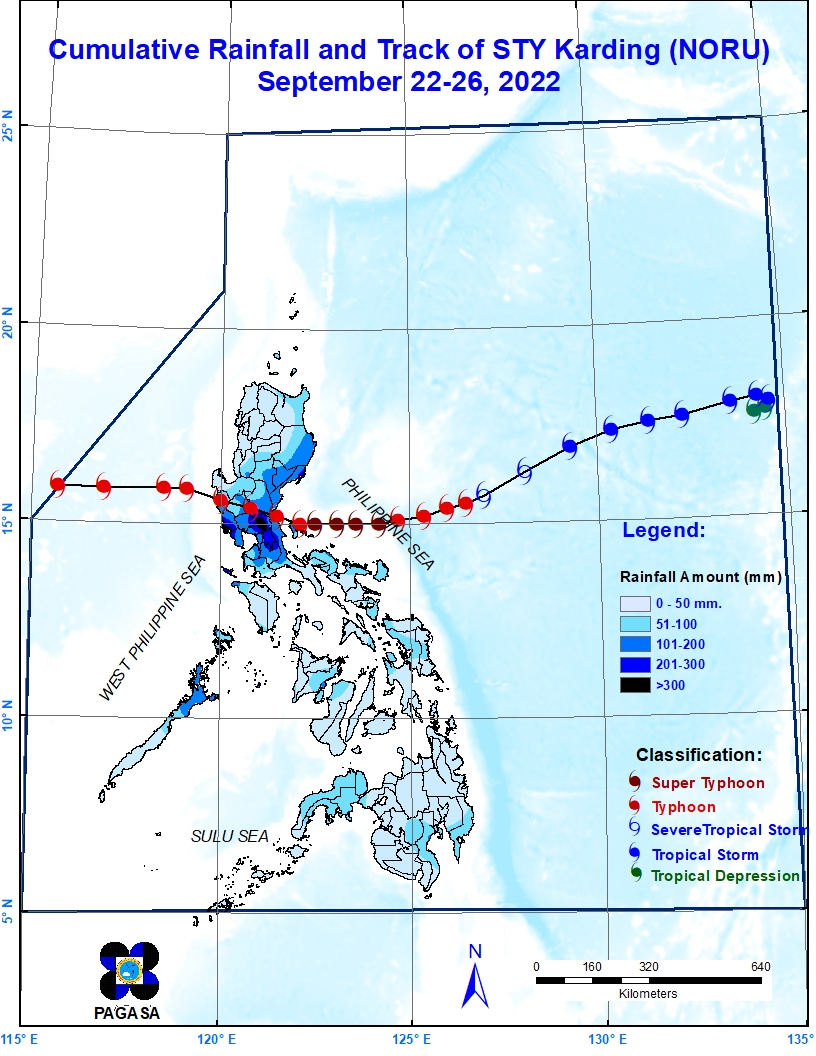
Precipitação cumulativa do tufão Noru

Noru fez várias aterrissagens no arquipélago filipino, tanto como um super tufão (com base na classificação usada pelo PAGASA) quanto como um tufão de alto nível. Seu segundo pouso ocorreu na noite de 26 de setembro, cruzando o centro de Luzon ao longo da noite até emergir sobre Zambales às 04:00 PHT (20:00 UTC). Como uma tempestade no final de setembro, Noru atingiu pouco antes da época de colheita do arroz, que é produzido extensivamente no centro e norte de Luzon – ambos dentro da trilha da tempestade.
Como os portos suspenderam as viagens em 24 de setembro, 85 navios de carga roll-on/roll-off e pelo menos 742 passageiros foram relatados presos pela Guarda Costeira das Filipinas. No dia seguinte, mais de 1.200 passageiros, 297 navios roll-on/roll-off e 41 outras embarcações estavam encalhados nos portos das regiões de Calabarzon e Bicol. Os passeios de barco na região de Bicol, Batangas e Mindoro foram suspensos. 84 voos, 12 internacionais e 72 domésticos, foram cancelados devido ao mau tempo. 67 portos foram tornados inoperantes nas áreas de Quezon e Batangas. LRT Linha 1, LRT Linha 2, MRT Linha 3 e PNR Metro Commuter Line suspenderam todas as viagens a partir de 25 de setembro, com o PNR também suspendendo viagens a partir do dia 26. O NDRRMC relatou pelo menos 2.737 passageiros, 260 cargas rolantes e 37 outros veículos presos em partes do sul de Luzon.

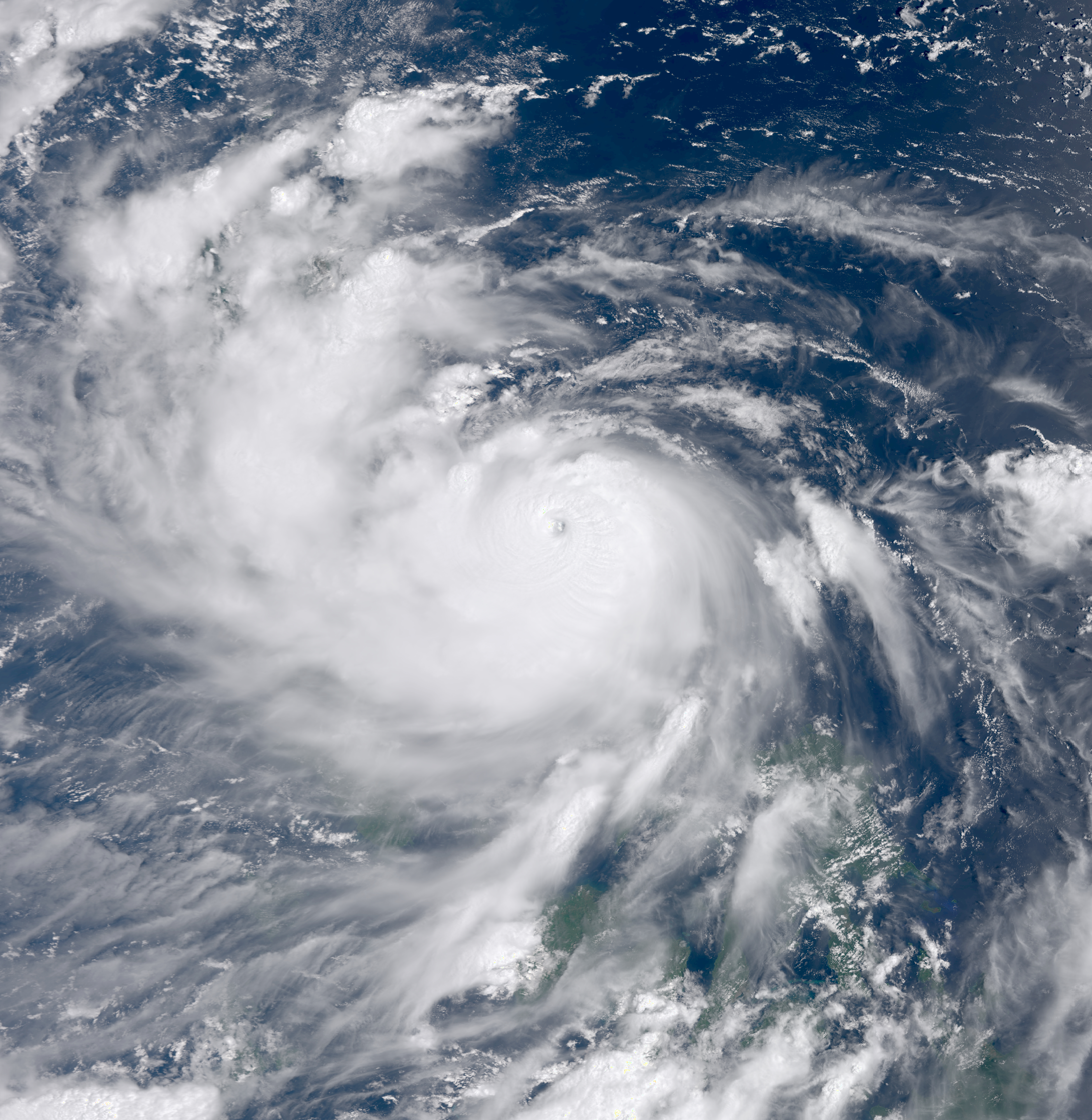
Tufão Noru se aproximando de Luzon em 25 de setembro

Interrupções de comunicação ocorreram em pelo menos 6 áreas em Calabarzon e na região de Ilocos. Nueva Ecija e Aurora foram desconectadas da rede elétrica, conforme determinado pela National Grid Corporation das Filipinas. Quezon, Pampanga e Tarlac também tiveram interrupções parciais. Vários bancos, incluindo o Land Bank das Filipinas, controlado pelo governo, também fecharam as filiais afetadas de Luzon em 26 de setembro O Departamento de Educação estimou danos às escolas em até ₱ 112 milhões (US$ 2.27 milhões). Desde 30 de setembro de 2022, relatórios de danos da tempestade pelo NDRRMC avaliam danos de infraestrutura em ₱ 304 milhões (US$ 6.18 milhões). Mais de 50.025 casas foram parcialmente destruídas e 6.891 totalmente destruídas.
Antes de seu impacto, o Departamento de Agricultura (DA) estimou 1,469,037 ha (3,630,070 acres) de arroz, 75,83% das safras nacionais de arroz em pé e 281,322 ha (695,160 acres) de milho, 52,73% das safras nacionais de milho em pé, para ser afetado pela tempestade. O NDRRMC relatou danos agrícolas de até ₱ 3.05 bilhões (US$ 62 milhões), afetando 166,630 ha (411,800 acres) hectares de terra e perdendo um valor 159,867.35 t (157,342.49 long tons; 176,223.59 short tons) de produtos. Na Ilha Polillo, onde a tempestade atingiu a costa como um supertufão PAGASA, as ressacas destruíram barcos de pescadores e os ventos destruíram todas as bananeiras da região.
Marikina deu seu terceiro e mais alto alarme e iniciou evacuações forçadas quando o rio Marikina subiu para 18 m (59 ft) ASL, uma reminiscência do tufão Ketsana (Ondoy), que atingiu exatamente 13 anos antes. Todos os portões do Manggahan Floodway foram abertos para desviar o excesso de água para a Laguna de Bay. A agência local de desastres de Marikina informou que 5.024 pessoas foram evacuadas de áreas propensas a inundações. Os níveis de água no rio Marikina voltaram ao normal às 14:30 PHT em 26 de setembro. As fortes chuvas em Valenzuela causaram a evacuação de 793 pessoas. Inundações foram relatadas em 144 áreas, a maioria vindo da região Central de Luzon.
12 pessoas morreram e outras cinco estão desaparecidas após a tempestade. Cinco socorristas foram mortos após uma enchente durante operações de resgate em San Miguel, Bulacan. O NDRRMC relata um total de 1.072.282 pessoas afetadas. Um total de 264.321 foram evacuados, antes e durante o ataque do tufão.

### Vietname
Em 28 de setembro, Noru atingiu a costa perto de Da Nang. Trouxe chuva forte e fortes rajadas. Quedas de energia foram relatadas em Da Nang e Thừa Thiên Huế. 3.364 casas foram danificadas, junto com outras 7.346 que foram inundadas e 6.000 hectares de plantações. Inundações ocorreram em Quảng Nam, que abriga a popular cidade balneária de Da Nang.
Mais de 300 escolas em Nghệ An foram fechadas devido a enchentes ou chuvas fortes. Ao todo, Noru foi responsável por nove mortes. Na província de Nghệ An, as inundações causadas por Noru causaram danos substanciais no valor de aproximadamente 1 trilhão de VND (US$ 41,8 milhões). Depois de atingir a costa, enfraqueceu para uma tempestade tropical. Na província de Thừa Thiên Huế, os danos materiais atribuíveis causados por Noru e suas inundações chegaram a 1,102 trilhão de VND (US$ 45,8 milhões). Noru também afetou a província de Quảng Ngãi, com perdas dentro da província de 500 bilhões de VND (US $ 20,7 milhões).

### Camboja
De acordo com a proteção civil, 16 pessoas morreram afogadas em inundações perto do rio Mekong, no Camboja, em 27 de setembro. 60 famílias em Mongkul Borei e 30 famílias nas províncias de Banteay Meanchey e Preah Vihear foram evacuadas.

### Tailândia
Noru trouxe fortes chuvas, causando graves inundações em Surin. As províncias localizadas a leste de Bangkok também foram afetadas por fortes chuvas. O Departamento de Prevenção e Mitigação de Desastres (DDPM) informou que 3.121 residências foram danificadas. Pelo menos um morreu e dois ficaram feridos. Noru se dissipou perto do oeste da Tailândia.

### Laos
O tufão Noru atingiu a costa e causou inundações no sul da província de Attapeu.

## Consequências

### Filipinas
Desde 3 de outubro de 2022, o NDRRMC reportou ₱59,8 milhões (1,21 milhões de dólares) de assistência prestada às pessoas afectadas pelo tufão. A assistência prestada varia, tanto no tipo como na agência responsável, sendo a maior parte da ajuda fornecida por pacotes alimentares do DSWD.
Nueva Ecija declarou estado de calamidade em toda a província após danos significativos à agricultura e infraestrutura locais, conforme relatado pelo governo local; o estado de calamidade estabelece automaticamente o congelamento de preços para necessidades da bacia e gás liquefeito de petróleo. Numerosos municípios no centro de Luzon e na província de Quezon declararam estado de calamidade. Enquanto isso, os preços das safras no Vale de Cagayan subiram devido à perda de oferta das fazendas onde as safras foram afetadas, principalmente as fazendas em Nueva Vizcaya. Alguns municípios do centro de Luzon e toda a província de Nueva Ecija também declararam suspensão das aulas para 27 de setembro. Posteriormente, o Departamento de Educação avaliou pelo menos $ 1.17 bilhões (US$ 23.8 milhões) foi obrigado a consertar 165 escolas que precisavam de reparos.
Após o impacto da tempestade, os apelos pela preservação da cordilheira de Sierra Madre foram renovados nas redes sociais e por organizações locais. Isso coincidiu com o "Save Sierra Madre Day", inicialmente iniciado após o ataque do tufão Ketsana em 2009. A cordilheira, que serve como uma barreira natural protegendo grande parte do leste de Luzon dos ciclones tropicais, tem sido objeto de atividade humana destrutiva, principalmente a recente construção da barragem de Kaliwa na província de Quezon.

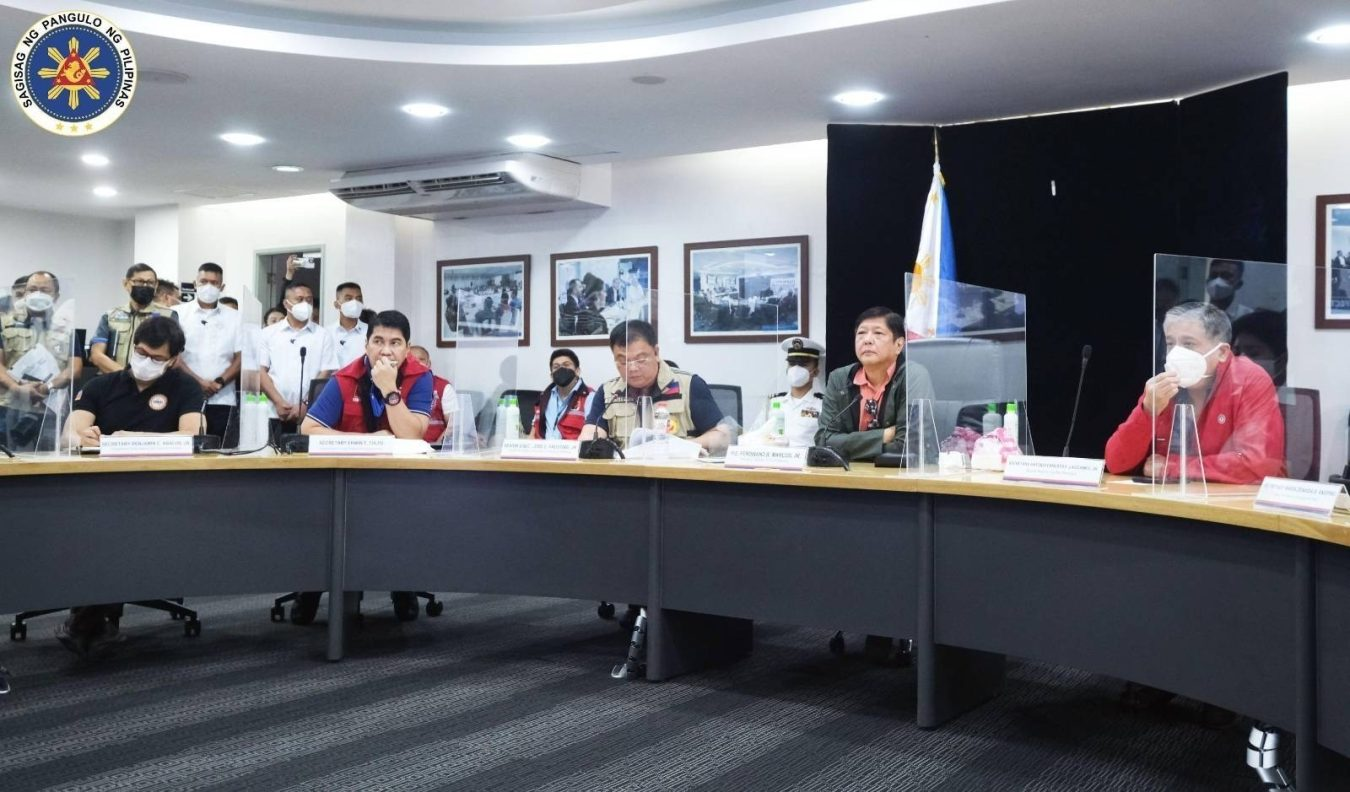
Funcionários do governo em um briefing de situação do NDRRMC.

O presidente filipino e secretário de Agricultura, Bongbong Marcos, foi criticado por internautas nas redes sociais depois de postar um vlog na noite de 25 de setembro (PHT), recapitulando uma recente visita de trabalho aos Estados Unidos durante a 77ª sessão da Assembleia Geral das Nações Unidas. Os críticos usaram como tendência #NasaanAngPangulo ( tl. "Onde está o presidente") nas redes sociais e chamou a ação de insensível, citando as evacuações em andamento, perdas agrícolas esperadas e agricultores e pescadores afetados. Posteriormente, Marcos afirmou que preferia deixar a resposta para as autoridades locais e estaduais, não querendo incomodá-los. Mais tarde, ele realizaria inspeções aéreas sobre Bulacan, Nueva Ecija e Tarlac. Em 26 de setembro, o secretário do DSWD, Erwin Tulfo, fez visitas aos municípios das províncias de Quezon e Aurora e liderou a distribuição de ajuda financeira às famílias afetadas. Três membros do Senado também fizeram visitas a San Miguel, Bulacan, em 30 de setembro, para distribuir ajuda. O Sistema de Segurança Social anunciou empréstimos e pensões especificamente para os afetados pelo tufão.
Várias organizações sem fins lucrativos e não governamentais também ofereceram ajuda às áreas afetadas. A UNICEF se preocupou com as crianças ao longo da trilha do tufão, posicionando suprimentos de emergência para distribuição imediata. A Fundação Negrense Volunteers for Change forneceu refeições especializadas para crianças e bebês para a Ilha Polillo. Funcionários e voluntários da Cruz Vermelha Filipina também forneceram refeições nos centros de evacuação, ajudaram nas operações de limpeza e auxiliaram os desabrigados a voltar para suas casas. A equipe e os voluntários da Angat Buhay também monitoraram as áreas afetadas e distribuíram produtos de socorro após o tufão. Várias organizações também iniciaram suas próprias operações de assistência, campanhas de doação e eventos de arrecadação de fundos para ajudar os indivíduos afetados. Os Estados Unidos também levaram assistência às famílias afetadas e apoiaram a logística e as telecomunicações por meio da Agência dos Estados Unidos para o Desenvolvimento Internacional. Em um comunicado, o secretário de Defesa dos Estados Unidos, Lloyd Austin, deu condolências às pessoas afetadas em nome do Departamento de Defesa dos Estados Unidos.
Funcionários do governo prestaram homenagens aos cinco socorristas mortos pelo tufão durante as operações de resgate. Em 27 de setembro, o Senado do 19º Congresso das Filipinas adotou uma resolução elogiando "o extraordinário heroísmo de cinco membros do Escritório de Gerenciamento de Redução de Risco de Desastres da Província de Bulacan que morreram no cumprimento do dever": George Agustin, Troy Justin Agustin, Marby Bartolome, Narciso Calayag Jr. e Jerson Ressurecion.

## Ligaçoes externas
- JMA Informação geral de Tufão (2216) desde Digital Typhoon
- JTWC Best Track Data de Super Typhoon 18W (Noru)
- 18W.NORU desde a U.S. Naval Research Laboratory
- Relatório do ReliefWeb página principal  para este evento.